# Fonte (Venetien)
Fonte ist eine nordostitalienische Gemeinde (comune) mit 6026 Einwohnern (Stand 31. Dezember 2023) in der Provinz Treviso in Venetien. Die Gemeinde liegt etwa 31 Kilometer nordwestlich von Treviso. Der Verwaltungssitz befindet sich im Ortsteil Onè.

## Persönlichkeiten
- Dino Boffo (* 1952), Journalist, in Fonte aufgewachsen.